# Fortica (Novigrad)
Tvrđava Fortica (još i Stari grad Novigrad) nalazi se na uzvisini iznad Novigrada.

## Opis
Na istoj lokaciji bila je sagrađena ilirska gradina u periodu između 2000. i 1000. godine pr. Kr., kasnije rimska kula koju su obnovili početkom 13. stoljeća, kada potječe i prvi naziv Novigrada – Castrum novum. Tvrđavu potpuno obnavljaju krajem 1282. ličko-krbavski velikaši Gusići-Kurjakovići radi zaštite svojih posjeda oko Novigrada.
U tvrđavi su 1386. bile zatočene ugarsko-hrvatska kraljica Marija s majkom Elizabetom, udovicom kralja Ludovika I. Anžuvinca i kćerkom bana bosanskog Stjepana II. Kotromanića. Novigrad dolazi u posjed Mletačke Republike 1409. i tvrđava transformacijom u kaštel tada značajno mijenja svoj izgled. U periodu od 16. stoljeća pa sve do polovine 17. st., tvrđava je bila gotovo neosvojiva. Turci je uspijevaju zaposjesti 1646. godine na devet mjeseci, da bi opet bila oslobođena i vraćena pod Mletačku vlast. Posljednja obnova tvrđave bila je 1797. da bi je napustili neposredno nakon pada Mletačke Republike.

## Vanjske poveznice
- Novigrad, Fortica Hrvatska tehnička enciklopedija, portal hrvatske tehničke baštine. LZMK